# Inundaciones en Bosnia y Herzegovina en 2024
Las inundaciones en Bosnia y Herzegovina de 2024, ocurrieron durante la noche del 3 al 4 de octubre de ese año, en el centro y el sur de Bosnia y Herzegovina, donde se sufrieron graves inundaciones, las peores del país desde las ocurridas en el 2014, debido a un río atmosférico formado sobre el mar Adriático. Varias ciudades centrales se inundaron y otros se volvieron inaccesibles debido a que las vías de comunicación quedaron obstruidas por el agua de las inundaciones y corrimientos de tierra. Se ha confirmado un saldo de veintisiete personas por las inundaciones.

## Impacto

### Nacional
| Lugar     | Cantón              | Fallecidos |
| --------- | ------------------- | ---------- |
| Jablanica | Herzegovina-Neretva | 19         |
| Konjić    | Herzegovina-Neretva | 5          |
| Fojnica   | Bosnia central      | 3          |

En varias localidades y zonas aledañas, inundaciones relámpago y deslizamientos de tierra provocaron el derrumbe de viviendas mientras los residentes de estas aún se encontraban dentro. Un portavoz del cantón de Herzegovina-Neretva calificó la situación como la peor crisis en la región desde la guerra de Bosnia e instó a los habitantes a no viajar a las ciudades de Jablanica y Konjic. Kiseljak, Kreševo y Fojnica, en Bosnia central, también quedaron aisladas por las inundaciones,  y los deslizamientos de tierra plantearon riesgos constantes para las aldeas cercanas, incluidas Vranići y Kojsina. Muchos asentamientos entre Fojnica y Kiseljak permanecieron inaccesibles y los puentes quedaron destruidos en lugares como Gunjani. En Ostrožac un deslizamiento de tierra dejó el ferrocarril inoperable. Los habitantes de Gojevići escaparon por poco de las inundaciones repentinas, y en Buturović Polje varias personas fueron arrastradas por el torrente,  lo que provocó dos muertes.
La aldea de Donja Jablanica sufrió los daños más graves, con hasta 19 muertos. Varios edificios quedaron completamente sepultados por deslizamientos de tierra, quedando el minarete y la cúpula de la mezquita local como las únicas estructuras que sobresalían de los escombros creados por el deslizamiento de tierra El primer ministro, Nermin Nikšić, informó que el deslizamiento de tierra en Donja Jablanica podría haber sido iniciado por una cantera cercana y que se estaba llevando a cabo una investigación para determinar la causa. Según Nikšić, no fue posible prever el deslizamiento de tierra ni evacuar el pueblo a tiempo. Se registraron más muertes, tres de ellas en Fojnica y cinco en Konjic.

### Extranjero
En Croacia hubo inundaciones relativamente menores. Las poblaciones de Gračac y Krk batieron récords históricos de precipitaciones diarias, con 249,1 milímetros (9,81 plg) y 192 milímetros (7,56 plg), respectivamente.  Los ríos Sava, Kupa y Odra crecieron debido a las lluvias. Se informó de inundaciones en Ogulin el 4 de octubre y durante la noche siguiente se inundaron 23 casas en la zona de Karlovac.  También se registraron inundaciones en Montenegro, donde grandes corrientes de agua arrastraron edificios.

## Operaciones de rescate y consecuencias
El Gobierno de la Federación de Bosnia y Herzegovina anunció inicialmente 14 muertes en Jablanica y una en Fojnica en una conferencia de prensa especial; «numerosas» otras personas desaparecidas fueron reportadas por sus familias. La carretera principal de Sarajevo a Mostar fue cerrada debido a los daños causados por las inundaciones. El Ministerio de Defensa desplegó helicópteros. La Agencia Federal de Protección Civil coordinó las labores de rescate.
La policía del cantón de Sarajevo bloqueó el tráfico hacia el cantón de Herzegovina-Neretva y la asociación automovilística BIHAMK aconsejó a los viajeros desde el norte de Bosnia a Herzegovina que se desviaran para evitar las zonas afectadas.
Las elecciones municipales de 2024 se realizaron como se tenía previsto el 6 de octubre, sin embargo en varios municipios, las elecciones fueron pospuestas para el 20 de octubre, y en Jablanica hasta el 3 de noviembre. Muchos partidos políticos cancelaron sus actos electorales debido a las inundaciones.
El 5 de octubre se restableció el suministro eléctrico en algunas zonas del cantón de Herzegovina-Neretva. Hay planes para reparar las líneas eléctricas caídas para llegar a los edificios intactos en el área de Jablanica. Según Elektroprivreda BiH, se evitaron daños importantes en tres centrales hidroeléctricas en el río Neretva. Se espera que las reparaciones de la vía férrea en Ostrožac duren varios meses y causarán «enormes daños» a las empresas y a los Ferrocarriles Federales.  La Agencia para la Cuenca del Mar Adriático emitió una nueva alerta por una ronda de lluvias severas para el 9 y 10 de octubre en una zona que incluye Jablanica y Konjic, lo que podría agravar los efectos de la inundación.
Los gobiernos de las entidades del país, así como el gobierno del distrito de Brčko, proclamaron el 8 de octubre como día de luto nacional.
La fiscalía del cantón de Herzegovina-Neretva abrió una investigación sobre la cantera situada en Donja Jablanica. Según el primer ministro cantonal, el gobierno cantonal no ha expedido ningún contrato de concesión para la cantera. 

## Esfuerzos de socorro y ayuda humanitaria
Doce países ofrecieron ayuda a través de la Dirección Geleral de Protección Civil y Ayuda Humantaria de la Unión Europea, que fue activado por Bosnia y Herzegovina el 5 de octubre. En las labores de rescate participaron equipos de Croacia, Eslovenia, Montenegro, Serbia y el Reino Unido. La Unión Europea proporcionó fotografías satelitales del Programa Copérnico para ayudar a las autoridades a estimar los daños. Albania, Hungría, Montenegro, Rumania y Turquía proporcionaron materiales para refugios de emergencia a través de un programa de la UE. Kosovo ha asignado 200,000 euros para ayudar a Bosnia y Herzegovina a recuperarse de las graves inundaciones.
La Conferencia Episcopal Croata donó 100.000 euros a Cáritas Bosnia y Herzegovina como apoyo a las zonas inundadas. El Gobierno de Croacia envió 10 millones de euros como ayuda, junto con 37 miembros del Servicio Croata de Rescate de Montaña a las zonas inundadas. Cáritas Croacia lanzó una campaña humanitaria «Pruži ruku» (en español: «Ofrece tu mano») para las víctimas, en la que se recaudaron 230,000 euros.